# پری دریایی (فیلم ۱۹۶۵)
«پری دریایی» (انگلیسی: The Mermaid (film)) یک فیلم است که در سال ۱۹۶۵ منتشر شد.